# Saison 1 d'Agent Carter
Chronologie
Saison 2
Cet article présente les huit épisodes de la série télévisée américaine Agent Carter.

## Synopsis
En 1946, Peggy Carter est devenue agent pour la SSR – la Section Scientifique de Réserve, première agence de défense secrète américaine et précurseur du S.H.I.E.L.D. – mais elle est encore considérée comme l'ex-petite-amie du disparu Steve Rogers, Captain America, et surtout comme une femme. Quand Howard Stark est accusé d'avoir vendu des armes de son invention aux Russes, il se tourne vers Peggy pour qu'elle le blanchisse de ces accusations et retrouve les armes volées avant qu'elles ne tombent entre de mauvaises mains. Elle va donc travailler comme agent double avec le soutien du majordome de Stark, Edwin Jarvis.

## Distribution

### Acteurs principaux
- Hayley Atwell (VF : France Renard) : agent Peggy Carter
- James D'Arcy (VF : Sébastien Desjours) : Edwin Jarvis, le majordome de Howard Stark
- Chad Michael Murray (VF : Yoann Sover) : agent Jack Thompson
- Enver Gjokaj (VF : Thomas Roditi) : agent Daniel Sousa
- Shea Whigham (VF : Stéphane Bazin) : Roger Dooley, le chef de la SSR

### Acteurs récurrents
- Bridget Regan (VF : Anne Massoteau) : Dorothy "Dottie" Underwood (6 épisodes)
- Lyndsy Fonseca (VF : Chloé Berthier) : Angie Martinelli (6 épisodes)
- Ralph Brown (VF : Féodor Atkine) : Dr Ivchenko / Dr Johann Fennhoff alias Docteur Faustus (4 épisodes)
- Meagen Fay (VF : Marie-Martine) : Miriam Fry, directrice de la pension Giffith (4 épisodes)
- Dominic Cooper (VF : Xavier Fagnon) : Howard Stark (3 épisodes)
- Kyle Bornheimer (VF : Julien Meunier) : agent Ray Krzeminski (3 épisodes)

### Invités
- James Frain (VF : Jean-Pierre Michaël) : Leet Brannis (épisodes 1 et 2)
- James Landry Hébert : Sasha Demidov (épisodes 1 et 2)
- James Urbaniak : Miles Van Ert (épisodes 1 et 2)
- Costa Ronin : Anton Vanko (épisode 1)
- Lesley Boone (VF : Christine Gagnepain) : Rose Roberts (épisode 1)
- Ray Wise (VF : Michel Paulin) : Hugh Jones, président de Roxxon Oil (épisode 2)
- Alexander Carroll : agent Yauch (épisodes 3, 4 et 6)
- Benita Robledo : Carol (épisodes 3 et 4)
- Billy Malone (VF : Bertrand Dingé) : le grand contrebandier (épisode 4)
- Stan Lee  : l'homme sur le banc (caméo, épisode 4)
- Neal McDonough (VF : Bruno Dubernat) : Timothy « Dum Dum » Dugan (épisode 5)
- Toby Jones : Dr Arnim Zola (épisode 8)
- Bradley Whitford (VF : Daniel Lafourcade) : agent John Flynn (épisode inconnu)

## Production

### Développement
En janvier 2014, Paul Lee, le PDG du réseau ABC, confirme que la série est en développement avec comme showrunners Tara Butters et Michele Fazekas et que le scénario de l'épisode pilote a été écrit par Christopher Markus et Stephen McFeely, scénaristes des films Captain America: First Avenger et Captain America : Le Soldat de l'hiver.
En mars 2014, la série est envisagée comme une mini-série d'environ treize épisodes se déroulant en 1946, soit à la même période que celle du court-métrage Agent Carter et se concentre sur une aventure de l'agent Carter.
En mai 2014, ABC commande officiellement la série. Le même mois, Hayley Atwell déclare lors d'une interview que la série sera finalement composée de huit épisodes.

### Casting
Lesley Boone, James Frain, Neal McDonough, Costa Ronin et James Urbaniak ont obtenu des rôles d'invités dans la série. Stan Lee apparaîtra dans la série lors d'un caméo prévu dans l'épisode 4.

### Diffusions
- Aux États-Unis, la saison a été diffusée à partir du 6 janvier 2015, durant la pause hivernale de la deuxième saison de Marvel : Les Agents du SHIELD[10].
- Au Canada, la saison a été diffusée en simultané sur le réseau CTV[11].

La diffusion francophone s'est déroulée ainsi :
En France, la saison a été diffusée du 10 au 31 juillet 2015 sur Canal+ Family puis en seconde fenêtre sur TMC du 22 octobre 2016 au 29 octobre 2016.

## Liste des épisodes

### Épisode 1:Ceci n'est pas la fin
- États-Unis /  Canada : 6 janvier 2015 sur ABC[13] / CTV[14]
- France : 
  - 10 juillet 2015 sur Canal+ Family[12]
  - 22 octobre 2016 sur TMC

- États-Unis : 6,91 millions de téléspectateurs[15] (première diffusion)
- Canada : 2,35 millions de téléspectateurs[16] (première diffusion + différé 7 jours)
- France : 421 000 téléspectateurs[17](première diffusion en clair)

- James Frain (Leet Brannis)
- Andre Royo (Spider Raymond)
- Ashley Hinshaw (Colleen O'Brien)
- Lesley Boone (Rose)
- Costa Ronin (Anton Vanko)
- Bill Kalmenson (sénateur Webster)
- James Hebert (Sasha Demidov)
- Carrick O'Quinn (grand videur)
- Tim True (homme ivre)
- Johnny Marques (barman)
- Jeffrey David Anderson (petit videur)
- James Urbaniak (Miles Van Ert)
- Kevin Heffernan (un homme sur Madison Avenue)

### Épisode 2:Le Léviathan approche
- États-Unis /  Canada : 6 janvier 2015 sur ABC[13] / CTV[14]
- France : 
  - 10 juillet 2015 sur Canal+ Family[12]
  - 22 octobre 2016 sur TMC

- États-Unis : 6,91 millions de téléspectateurs[15] (première diffusion)
- Canada : 2,35 millions de téléspectateurs[16] (première diffusion + différé 7 jours)
- France : 490 000 téléspectateurs[18](première diffusion en clair)

- James Herbert (Sasha Demidov)
- James Frain (Leet Brannis)
- Ray Wise (Hugh Jones)
- James Urbaniak (Miles Van Ert)
- Devin Ratray (Sheldon McFee)
- Erin Torpey (Betty Carver (actrice radio))
- Walker Roach (Captain America (acteur radio))
- Greg Bryan (contremaître de Daisy Clover)
- Atticus Todd (Winston)
- Ralph Garman (annonceur radio)
- Don Luce (chef mafieux)
- Jeff Locker (technicien de labo de la SSR)

### Épisode 3:Chacun ses secrets
- États-Unis /  Canada : 13 janvier 2015 sur ABC / CTV
- France : 
  - 17 juillet 2015 sur Canal+ Family
  - 22 octobre 2016 sur TMC

- États-Unis : 5,1 millions de téléspectateurs[19] (première diffusion)
- Canada : 1,8 million de téléspectateurs[20] (première diffusion + différé 7 jours)

- Patrick Smith (agent Wallace)
- Alexander Carroll (agent Yauch)
- Rob Mars (Jerome Zandow)
- Lesley Boone (Rose)
- Benita Robledo (Carol)
- Laura Coover (Molly)
- Tim James (Jimmy)
- Paul Roache (gérant du motel)
- Christie Lynn Herring (prostituée)
- Rick Steadman (client)

### Épisode 4:Le Bouton Blitzkrieg
- États-Unis /  Canada : 27 janvier 2015 sur ABC / CTV
- France : 
  - 17 juillet 2015 sur Canal+ Family
  - 22 octobre 2016 sur TMC

- États-Unis : 4,63 millions de téléspectateurs[21] (première diffusion)
- Canada : 1,96 million de téléspectateurs[22] (première diffusion + différé 7 jours)

- Alexander Carroll (agent Yauch)
- Benita Robledo (Carol)
- Meagan Holder (Vera)
- Joanna Strepp (Gloria)
- John Bishop (Frank)
- Tim Dezarn (George)
- Jack Conley (colonel Mueller)
- Kevin Cotteleer (Dr Alex Doobin)
- Gregory Sporleder (Otto Mink)
- Sarah Schreiber (Lorraine)
- Billy Malone (trafiquant #1)
- Jeremy Timmins (trafiquant #2)
- Chad Danshaw (bandit)
- Jim Palmer (imbécile)
- Tim Garris (truand)
- Stan Lee (caméo)

### Épisode 5:Le Plafond de fer
- États-Unis /  Canada : 3 février 2015 sur ABC / CTV
- France : 
  - 24 juillet 2015 sur Canal+ Family
  - 29 octobre 2016 sur TMC

- États-Unis : 4,20 millions de téléspectateurs[23] (première diffusion)
- Canada : 1,92 million de téléspectateurs[24] (première diffusion + différé 7 jours)
- France : 402 000 téléspectateurs (première diffusion en clair) [25]

- Eddie Shin (agent Li)
- Greg Serano (agent Ramirez)
- Neal McDonough (caporal Timothy « Dum Dum » Dugan)
- Leonard Roberts (capitaine Happy Sam Sawyer)
- James Austin Kerr (Junior Juniper)
- Richard Short (Pinky Pinkerton)
- Jared Gertner (cryptographe)

### Épisode 6:Le Péché originel
- États-Unis /  Canada : 10 février 2015 sur ABC / CTV
- France : 
  - 24 juillet 2015 sur Canal+ Family
  - 29 octobre 2016 sur TMC

- États-Unis : 4,25 millions de téléspectateurs[26] (première diffusion)
- Canada : 1,96 million de téléspectateurs[27] (première diffusion + différé 7 jours)
- France : 340 000 téléspectateurs[28](première diffusion en clair)

- Alexander Carroll (agent Yauch)
- Devin Ratray (Sheldon McFee)
- Steven Hack (Albert)
- Rick Peters (Dr Honicky)
- Dimiter D. Marinov (colonel Fyodor)
- Dave Matos (Pasha)
- Victoria Profeta (Josephine)
- Yasmine Aker (Thelma)
- Krista Marie Yu (Edith)
- Kellen Michael (petit garçon)
- Joyce Greenleaf (Esther)
- Mike Massa (agent de la SSR #1)
- Marcus Young (agent de la SSR #2)
- Denney Pierce (agent de la SSR #3)

### Épisode 7:Situation critique
- États-Unis /  Canada : 17 février 2015 sur ABC / CTV
- France : 
  - 31 juillet 2015 sur Canal+ Family
  - 29 octobre 2016 sur TMC

- États-Unis : 4,15 millions de téléspectateurs[29] (première diffusion)
- Canada : 2,02 millions de téléspectateurs[30] (première diffusion + différé 7 jours)

- Kevin Cotteleer (Alex Doobin)
- Lesley Boone (Rose)
- Travis Johns (agent Corcoran)
- Sarah Bloom (Loretta)
- Lincoln Melcher (Emmett)
- Pawel Szajda (Ovechkin)
- Madonna Cacciatore (mère d'Ovechkin)
- Rob Locke (chirurgien)
- Lisa Pescherine (vendeuse)
- Sandra Gimpel (femme âgée)
- Chris Palermo (femme d'âge mûr)
- Diana Gettinger (ouvreuse du cinéma)
- Mary Beth Manning (femme)

### Épisode 8:La Rage
- États-Unis /  Canada : 24 février 2015 sur ABC / CTV
- France : 
  - 31 juillet 2015 sur Canal+ Family
  - 29 octobre 2016 sur TMC

- États-Unis : 4,02 millions de téléspectateurs[31] (première diffusion)
- Canada : 1,91 million de téléspectateurs[32] (première diffusion + différé 7 jours)

- Dajuan Johnson (officier Pike)
- Glen Taranto (inspecteur Prendergast)
- Kevin Ashworth (agent Fisher)
- Patrick Smith (agent Butch Wallace)
- John Prosky (sénateur Walt Cooper)
- Toby Jones (Dr Arnim Zola)
- Walker Roach (Captain America (acteur radio))
- Erin Torpey (Betty Carver (actrice radio))
- Ralph Garman (annonceur radio)
- Matt Raimo (journaliste #1)
- Ward Roberts (journaliste #2)
- Gerald Webb (garde de prison)
- Christopher Poehls (agent au sol)